# 江格勒斯乡事件
江格勒斯乡事件是1996年8月27日发生在新疆维吾尔自治区叶城县江格勒斯乡的一件暴力袭击乡政府事件，由東突厥斯坦獨立運動的支持者發起，中国官方将此事件定性为恐怖袭击。

## 简介
6名东突人员身着迷彩服，其中2人戴公安大檐帽，于1996年8月27日凌晨2时许携手枪、匕首、炸药包分乘两辆轿车到新疆维吾尔自治区叶城县江格勒斯乡人民政府（恰其昆管理区）。他们割断电话线，闯入副乡长办公室杀死副乡长吾布力艾合买提和警察买买提阿不都拉；随后又到该乡一村，绑架了1名水管员、3名治安员，劫持到10公里外的戈壁滩上杀害。在此过程中，还杀伤2人。